# Bachus-Polka
Die Bachus-Polka ist eine Polka von Johann Strauss (Sohn) (op. 38).  Das Werk wurde am 2. Februar 1847 im Sträußl-Saal, im Gebäude des Theaters in der Josefstadt in Wien erstmals aufgeführt.

## Einzelnachweis
1. ↑  Quelle: Englische Version des Booklets (Seite 27) in der 52 CDs umfassenden Gesamtausgabe der Orchesterwerke von Johann Strauß (Sohn), Hrsg. Naxos (Label). Das Werk ist als zweiter Titel auf der 7. CD zu hören.